# 永大食品
永大食品生技股份有限公司是位於台灣屏東縣內埔鄉的農業公司，由蔡耀輝在2000年創立其前身，旗下品牌為位於屏東縣新埤鄉的老實農場，種植檸檬，在台灣的手搖杯檸檬飲料中市佔率達6成。除供應台灣連鎖茶飲品牌，也外銷日本、馬來西亞、中國大陸。

## 沿革
永大食品創辦人蔡耀輝生於1965年，雙親皆務農。他畢業自元長國中，退伍後到南亞塑膠擔任工人，之後因傷離職，開設早餐店、超市，皆未成功，便按照算命師建議從事與水相關的產業，在1996年開設蒸餾水行，雖仍以失敗告終，但在跑業務期間，他發現手搖飲料店都會賣檸檬汁，認為有利可圖，便將蒸餾水設備盤給同業，用先前開超市時的冷凍庫儲存檸檬原汁，於2000年成立永大企業商行，於2001年在屏東租鐵皮屋為據點，開始銷售。2002年，因氣候影響導致檸檬產量銳減，再加上茶飲店開始擴大經營，讓他的生意開始有起色，並在2005年改名為永大食品原料有限公司，2008年進入中國大陸市場，2011年臺灣塑化劑事件發生後，永大食品的檸檬原汁通過所有的檢驗，因而大受歡迎。
2014年，永大食品倉庫遭遇火災，損失超過三千萬新台幣，後來蔡耀輝在屏東內埔另建新廠，改組為永大食品生技股份有限公司。蔡耀輝在2015年盤下友人的農田，在屏東新埤鄉種植檸檬，命名為「老實農場」，由來是源於蔡耀輝的父母告誡他做生意必須老實。2017年，永大食品和金色大地、產地龍泉農業生技加工生產合作社共同成立「台灣檸檬安全生產團隊」，與206位農民進行契作簽約種植檸檬。
永大食品在2018年的營收為新台幣6.7億元。2019年時，永大食品的契作農民近500人、契作面積390多公頃。蔡耀輝也因事業有成，被稱為「檸檬王」。

## 產品
農場生產的檸檬當中，不到百分之一的鮮果會送往果菜市場販售，其餘則榨成檸檬原汁，供應台灣連鎖茶飲品牌。永大食品的檸檬原汁在台灣的手搖杯檸檬飲料中市佔率達6成，客戶包括五十嵐、王品集團、85度C。也積極開拓外銷市場，外銷到日本、新加坡、馬來西亞、中國大陸和香港，包括在2016年與德克士餐廳合作推出檸檬飲料。採收後的檸檬在經過農藥抽驗與四次清洗後，開始進行榨汁，之後會送進攝氏零下35度的冷凍庫。原先永大食品必須花費大量成本請環保公司清運榨汁後的檸檬皮，在2019年就花了新台幣400萬元，為此，永大食品另外和國立屏東科技大學合作，將檸檬果皮開發成清潔劑、抑菌劑、檸檬籽油，但效果不彰，後來和工業技術研究院合作，將果皮製成堆肥和牛飼料。此外也推出果乾、蜜餞等產品。
在公司研發新產品時，蔡耀輝不會參與新產品試喝，因為他認為自己並不挑嘴，而且身為老闆，意見很容易左右員工的想法，進而使評鑑失準。

## 外部連結
- 永大食品生技股份有限公司